# Coca-Cola Enterprises
Pour les articles homonymes, voir CCE.
Ne doit pas être confondu avec The Coca-Cola Company.
Coca-Cola Enterprises (NYSE : CCE) était le 3e embouteilleur mondial de The Coca Cola Company. La société a été créée en 1986 avec pour but de consolider l'embouteillage du système Coca-Cola.  C'était le premier embouteilleur de Coca-Cola pour le marché nord-américain avant que cette activité soit achetée en 2010 par la Coca Cola Company, tandis que l'activité pour les sept pays d'Europe de l'Ouest elle a fusionné en 2016 avec deux autres entreprises de Coca-Cola pour devenir Coca-Cola European Partners.
Il existe d'autres anchor bottlers similaires, dans la zone sud-pacifique avec Coca-Cola Amatil, en Europe de l'Est avec Coca-Cola Hellenic et en Amérique latine avec Coca-Cola FEMSA.

## Histoire

### 1980-1986: Contexte et création
Au départ, la Coca-Cola Company, comme son concurrent Pepsi, n'assurait pas lui-même l'embouteillage et la distribution de leurs boissons. Des entreprises indépendantes, les embouteilleurs, sur de petites zones géographiques souvent une ville importante et sa zone de chalandise, mettaient en bouteille ou canette les concentrés ou sirops Coca-Cola et des autres marques du groupe et les distribuaient aux magasins et restaurants. La Coca-Cola Company (TCCC) commença à racheter ces embouteilleurs en  1980 et les regroupa sous des anchor bottlers, des sociétés d'embouteillage de beaucoup plus grande taille, couvrant des pays entiers, stratégie qui avait été mise en place au départ pour pénétrer les nouveaux grands marchés qui s'ouvraient comme la Chine, la Russie ou les pays de l'Est au début des années 1990. Mais TCCC restait toujours minoritaire dans ces entreprises, le reste du capital étant public. 
En 1980, la Coca-Cola Company achète la Coca-Cola Bottling Company of New York pour 215 millions d'USD. En 1982, Coca-Cola Company achète l’Associated Coca-Cola Bottling Company pour 417,5 millions d'USD. En 1986, la Coca-Cola Company achète la division embouteillage de Beatrice Foods et cette de la famille de John T. Lupton II,. Les entreprises achetées sont alors regroupées dans une entité dédiée nommée Coca-Cola Enterprises en 1986.

### 1986-2010: Croissance
Le 31 août 1991, Coca-Cola Enterprises achète  pour 439 millions d'USD le Johnston Coca-Cola Bottling Group, basé à Chattanooga et premier embouteilleur indépendant de Coca-Cola aux États-Unis.
Puis entre 1993 et 1996, elle absorbe la totalité des activités d'embouteillage de Coca-Cola aux Pays-Bas, en Belgique et en France. En 1997, c'est au tour de la Grande-Bretagne, avec l'acquisition pour 1,85 milliard de dollars de la totalité d'Amalgamated Beverages, l'entreprise qui assurait l'embouteillage et la distribution des produits de Coca-Cola mais aussi des marques de Cadbury-Schweppes. Toujours en 1997, CCE acquiert pour un milliard de dollars les activités embouteillages de Coca-Cola Company au Canada et autour de New York. À la suite de cette acquisition, Coca-Cola Company est actionnaire à 44 % de CCE.  
En 1998, Coca-Cola Enterprises achète Cameron Coca-Cola, 10e embouteilleur nord américain et cinq autres embouteilleurs pour 770 millions d'USD.
En 1999, sous la direction d'Henry Schimberg, CCE complète sa position dominante aux États-Unis en rachetant une douzaine de sociétés opérant sur le territoire américain puis la société qui embouteillait et distribuait pour le Luxembourg.
Le 29 septembre 2000, Coca-Cola Bottling vend à des embouteilleurs ses activités au Kentucky et en Ohio, représentant 3 % de son activité, à Coca-Cola Enterprises pour 23 millions d'USD.
En 2006, principalement en raison de la hausse du coût de l'aluminium et du fructose de maïs (qui sert pour les édulcorants), Coca-Cola Enterprises a annoncé une perte record de 1,6 milliard d'euros, dont 650 millions de reprises de dettes, ce qui en fait la 6e plus grande perte au monde pour une entreprise cette année-là. Elle a annoncé la suppression de 3 500 emplois principalement en Amérique du Nord.

### 2010-2016: Uniquement en Europe et absorption
En 24 février 2010, Coca-Cola Company acquiert l'activité Nord Amérique de Coca-Cola Entreprises pour 15 milliards d'USD, l'activité de Coca-Cola Enterprises se concentre alors uniquement en Europe. Dans le même temps, Coca Cola Company vend à Coca Cola Enterprises ses sociétés d'embouteillage en Norvège et Suède pour 822 millions de dollars Coca-Cola Drikker AS (Norvège) et Coca-Cola Drycker Sverige AB (Suède) à Coca-Cola Enterprises. À la suite de cette opération, Coca Cola Company possède 34 % de CEE. La transaction est finalisée le 3 octobre 2010,.
En août 2015, CEE fusionne ses activités avec Coca-Cola Iberian Partners, embouteilleur présent en Espagne et au Portugal. Il fusionne dans le même temps avec l’embouteilleur principal de Coca Cola en Allemagne. L'ensemble se renomme Coca-Cola European Partners. À la suite de cette acquisition Coca-Cola Company serait actionnaire à 18 % de Coca-Cola Iberian Partners. Dans le même temps, le siège social de Coca-Cola European Partners est déplacé d'Atlanta à Londres, effectuant une inversion,.
Le 28 mai 2016,  la Coca-Cola Company annonce la fusion de trois filiales Coca-Cola Enterprises, Coca-Cola Iberian Partners et Coca-Cola Erfrischungsgetränke AG,.

## Activité
Coca-Cola Enterprises a produit en 2002, 25 milliards de litres (l'entreprise comptabilise en unité de 5,67 litres, soit 24 verres standards, donc 4,4 milliards d'unités de sodas). Cette production représente environ 21 % de la production mondiale de Coca-Cola.
Les unités de production européennes sont situées aux Pays-Bas (Dongen), Belgique (Anvers, Gand et Chaudfontaine (eaux minérales seulement)), France (Socx, Grigny, Clamart, Les Pennes-Mirabeau et Castanet-Tolosan) et la Grande-Bretagne (Wakefield, Sidcup, Milton Keynes, Edmonton, East Kilbride et Colwall).
Avant 2010, CCE représentait 90 % du marché du Canada, 75 % des États-Unis, toute la France continentale, la Belgique, le Luxembourg, les Pays-Bas et tout le Royaume-Uni, sauf l'Irlande du Nord. En 2011, Coca Cola est le 3e distributeur mondial de The Coca Cola Company, présent dans 8 pays d'Europe (France, Monaco, Grande-Bretagne, Belgique, Luxembourg, Pays-Bas, Norvège et Suède).